# Статистички региони Србије
На подручју Републике Србије постоји пет статистичких региона: Војводина, Београд, Шумадија и западна Србија, Јужна и источна Србија и Косово и Метохија. Ови региони су на НСТЈ 2 нивоу по Номенклатури статистичких територијалних јединица (НСТЈ) Европске уније и груписани су у две више НСТЈ 1 јединице: 
- Србија — Север (Војводина и Београд)
- Србија — Југ (Шумадија и западна Србија, Јужна и источна Србија и Косово и Метохија)

## Историјат
У јулу 2009. године, скупштина Србије усвојила је закон којим је Србија подељена на седам статистичких региона.  Према овој подели, статистичке регионе Србије чинили су:
- Београд
- Војводина
- Западни регион
- Источни регион
- Централни регион
- Јужни регион
- Косово и Метохија

Границе ових региона нису биле тачно утврђене (у јавним гласилима је објављено неколико различитих карата са границама региона), а у неким деловима земље (Рашкој, Поморавском округу, итд) јавило се незадовољство због оваквих предлога поделе.
Почетком 2010. године преовладала је идеја о смањењу броја статистичких региона. Разлог за то је неравномерност у броју становника по првом предлогу на основу кога би нпр. Војводина имала око два милиона, а Западни регион око осам стотина хиљада људи. Због тога је усвојен нови предлог по коме Србија има пет статистичких региона. Уједначавање региона постигло се спајањем Западног и Централног региона и Источног и Јужног региона, тако да, према новој подели, статистичке регионе Србије чине:
- Београд
- Војводина
- Шумадија и западна Србија
- Јужна и источна Србија
- Косово и Метохија

## Надлежности региона
Подела на статистичке регионе урађена је у циљу усаглашавања са земљама Европске уније и неким другим европским државама (Норвешка, Швајцарска, итд) које користе НСТЈ стандарде. Овим се ниво државе одређује као један статистички ниво. За НСТЈ 1 Србија је подељена на две јединице, Србија — Север и Србија — Југ. Подела Србије на пет статистичких региона је подела на нивоу НСТЈ 2. НСТЈ 3 су данас постојећи управни окрузи (иако овај ниво јединице захтева број становника од минимум 150.000, па неки окрузи не испуњавају овај услов). Нижи ниво ЛАЈ чине подручја градова и општина.
Ову организацију простора прати и одговарајућа кодификација територијалних јединица. Код за Србију је RS. Кодови за ниже НСТЈ нивое су:
НСТЈ 1
- RS1: Србија — Север
- RS2: Србија — Југ

НСТЈ 2
Србија — Север (RS1)
- RS11: Београд
- RS12: Војводина

Србија — Југ (RS2)
- RS21: Шумадија и западна Србија
- RS22: Јужна и источна Србија
- RS23: Косово и Метохија

НСТЈ 3 кодови се крећу од RS111 до RS235.
Образовање ових региона практично значи да некадашња Средишња Србија (која је и сама представљала неки облик статистичког региона) више не постоји као статистичка целина, јер је на њеном простору сада образована три нова статистичких региона. Појам Средишња Србија ће, међутим, и даље остати у извесној употреби када се говори о управној подели Србије, све до могуће управно-административне регионализације тог простора. Чак и пре образовања статистичких региона схватање датог појма је доживело извесну еволуцију, тако да су се у неким гласилима и издањима статистички подаци везани за Град Београд давали одвојено од података везаних за остатак Средишње Србије.

## Политичка гледишта
Ове статистичке регионе многи у Србији виде као зачетак будуће политичке регионалне поделе Србије. Захтеви за политичком (управном) регионализацијом Србије нарочито су изражени у Шумадији, Рашкој и Нишу, док неки становници Ужица и западне Србије нису задовољни чињеницом да немају сопствени статистички регион и да је подручје западне Србије спојено са Шумадијом.